# مجرة برنارد
مجرة بيرنارد أو NGC 6822 هي مجرة قزمة غير منتظمة الشكل تتبع نوع من المجرات يعرف ب«المجرات الحلزونية غير المنتظمة». تبعد حوالي 1.6 مليون سنة ضوئية عن الأرض في كوكبة القوس وتهتبر قريبة منا وتتبع المجموعة المحلية. يبلغ قطر هذه المجرة حوالي 7000 سنة ضوئية، وهي مليئة بنجوم زرقاء وشابة.أًكتشفت لأول مرة من قبل الفلكي الأمريكي إ.إ.بيرنارد بواسطة مقراب كاسر وسميت باسمه تكريماً له.

## معرض الصور

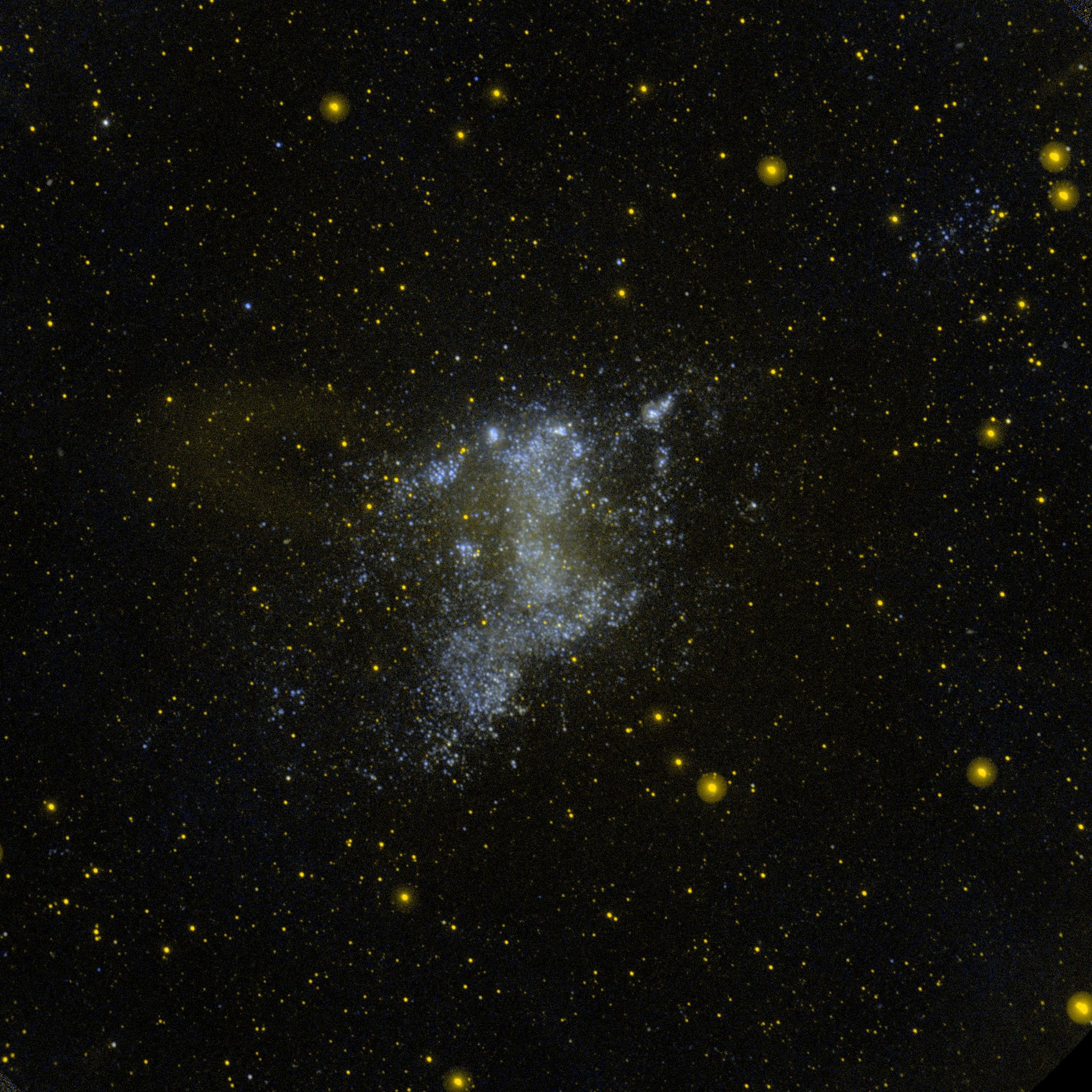
الأشعة فوق البنفسجية القادمة من NGC 6822 ، صورة بمستكشف تطور المجرات.
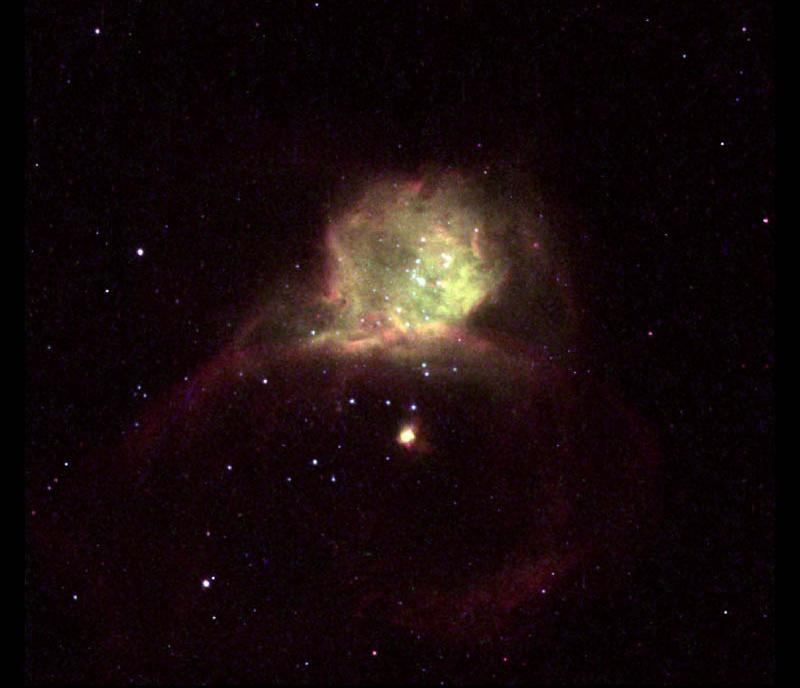
منطقة نشأة نجوم جديدة في المجرة القزمة NGC 6822.
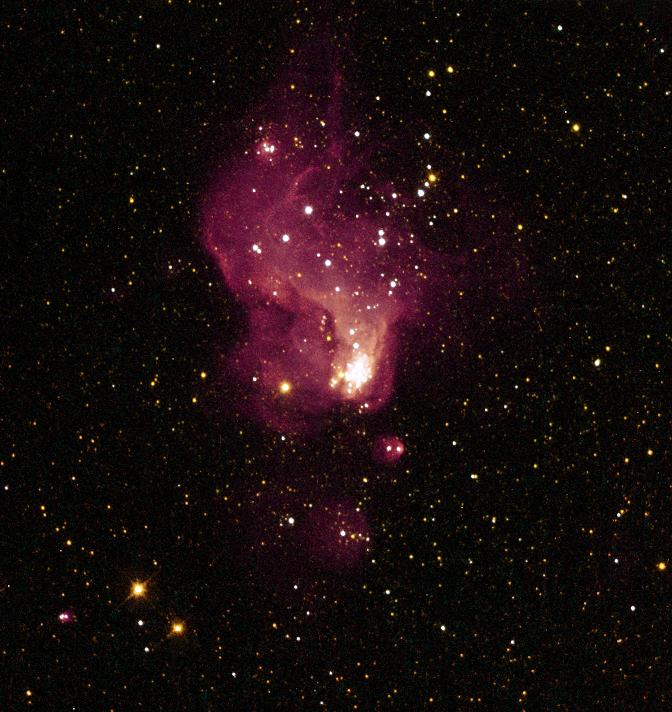
"نجوم جديدة تنشأ" في إن جي سي 6822.
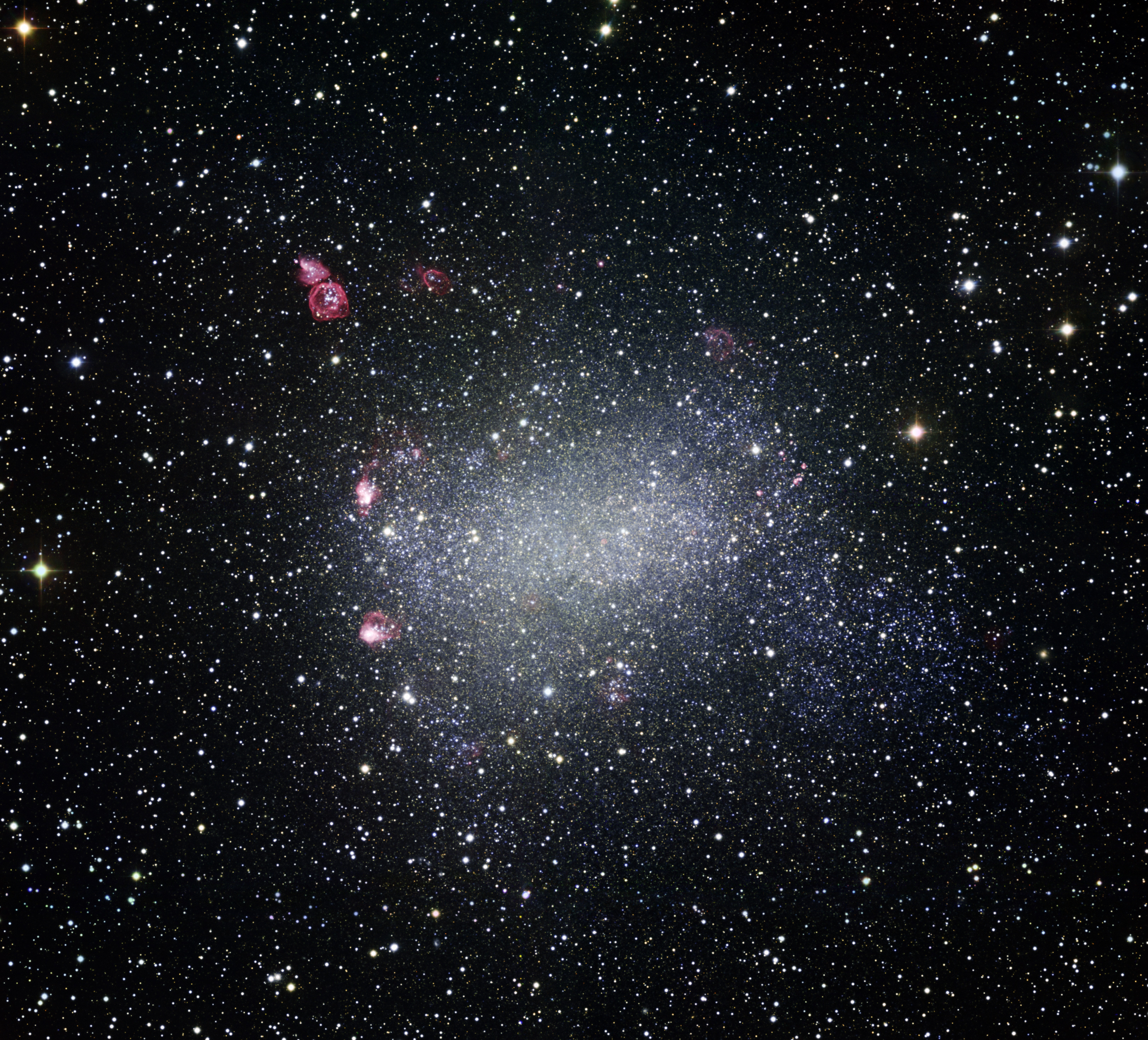
صورة إن جي سي 6822 لقطتها كاميرا واسعة الحقل من المرصد الأوروبي الجنوبي.

## روابط خارجية
- The Milky Way's Tiny but Tough Galactic Neighbour — المرصد الأوروبي الجنوبي Press Release
- NGC 6822: Barnard's Galaxy
- مجرة برنارد على موقع ويكي سكاي: DSS2, SDSS, GALEX, IRAS, Hydrogen α, X-Ray, Astrophoto, Sky Map, Articles and images